# Sean Go
Sean Go (* 1993) ist ein philippinischer Künstler.

## Einleitung
Gemäß CNN News verwendet Go Disney-Charaktere sowie Helden und Schurken aus Comics, um gesellschaftliche Themen zu kommentieren. Dazu gehören die Leere des Kapitalismus, Vorstellungen von Schönheit und die fortbestehende Kolonialität auf den Philippinen. Gos Schöpfungen fördern die künstlerische Wertschätzung, kritische kulturelle Diskussionen über die philippinische Diaspora und das globale Bewusstsein für Symbolik sowie die Auswirkungen von Kolonialismus und Konsumismus auf die Gesellschaft.
Die künstlerischen Bezüge von Go umfassen Andy Warhol, Jeff Koons, Salvador Dali, Maurizio Cattelan, Jean-Michel Basquiat, Botticelli, Praxiteles, Ang Kiukok, und Juan Luna.

## Arbeit
Go benutzt am liebsten Referenzen zu bekannten Spielemarken wie Barbie, Playmobil, Thomas the Train, Lego und Little Tikes.
Gos Arbeit zielt darauf ab, die kulturelle Hegemonie herauszufordern. Gos Werke remixen oft Kombinationen der Popkultur, wie beispielsweise Markenlogos mit beliebten Figuren wie Optimus Prime von Transformers.
Go variiert auch Kombinationen von Charakteren aus verschiedenen Welten – zum Beispiel Iron Man und Humpty Dumpty um „Humpty the Iron Egg.“ zu kreieren.
Go kombiniert auch japanische Anime-Charaktere mit philippinischem Essen, darunter Figuren aus Hello Kitty, Yu-Gi-Oh!, und Naruto.
Go hat seinen Sitz in New York City. Aufgrund seiner Finanzkenntnisse integriert Go oft kapitalistische Kritiken in seine Kunst. Go hat Referenzmaterialien aus Marvel, Pokémon, und Star Wars, unter Verwendung eines satirischen Stils. Go wird oft zitiert, von Kindheitsgeschichten, populären Fernsehserien und Filmen sowie Bibelgeschichten inspiriert zu sein.
Go wurde wegen der Themen, die er parodiert, als der „Andy Warhol“ der Philippinen bezeichnet, da diese oft eine Analyse darüber liefern, wie Kapitalismus und Branding in der Kunst wichtig sind. Gos Werke sind auch oft kindlich und sexuell aufgeladen und befassen sich mit den Themen, wie Schönheit vergänglich ist und wie die Art und Weise, wie Wahrnehmung und Realität miteinander interagieren, die Gesellschaft beeinflusst.

## Karriere
Go hatte mehrere Ausstellungen in den USA, Indonesien, und den Philippinen. Gos Arbeit wurde in der Eröffnungsausstellung des MOCAF (Modern and Contemporary Arts Festival) in Manila 2022 ausgestellt. Dieses bekannte Kunst-Festival wurde von dem bekannten Kunstagenten Derek Flores ins Leben gerufen. Gos Kunst wurde auch bei Art Moments Jakarta und Indosenis „Wave to the Moon“ exhibition im Jahr 2022 präsentiert.
Außerdem wurde Gos Arbeit im Xavier Art Festival 2023 ausgestellt.
Im April 2023 wurde Go als ein herausragender Künstler in der Ausstellung „Agos“ zum Umweltschutz vorgestellt. Die Ausstellung fand im Power Plant Mall in Rockwell statt. In dieser Ausstellung verwendete Go recycelte Materialien und Farben in seinen Werken. In seinem Gemälde „3 Blind-X-Mice“ nutzte Go ein einzigartiges Pigment, das aus zerkleinerten Pigmenten von recycelten Gummisandalen hergestellt wurde, die in den Philippinen als gängiges Schuhwerk gelten.
Gos erste Einzelausstellung in Manila trug den Titel „Fallacies of Fantasy“ und fand im Secret Fresh Gallery in Manila, Philippinen, im Juni 2023 statt. Seine jüngste Gruppenausstellung wurde im August 2023 in Jakarta, Indonesien, für Art Moments Jakarta abgehalten.
Gemäß Tatler wird Go vertreten durch DF Agency.

## Studium
Bevor er Popkünstler wurde, hatte Go sieben Abschlüsse von UC Berkeley, Emory, Columbia und Fashion Institute of Technology erhalten.
Er hat 4 Master-Abschlüsse und 3 Bachelor-Abschlüsse.
Seine Bachelor-Abschlüsse wurden 2015 abgeschlossen, und seine Abschlüsse in Jura und Betriebswirtschaft (MBA) schloss er 2019 ab.
Seine Bachelor-Abschlüsse sind in Betriebswirtschaftslehre, Volkswirtschaftslehre und Geographie.
Go schloss seinen Master 2021 in Immobilienentwicklung an der Columbia und seinen Master of Arts in Kunstmarktstudien an der Fashion Institute of Technology im Jahr 2022 ab.
Go ist Absolvent der International School of Manila auf den Philippinen.
Go gründete 2018 einen Hedgefonds namens HGR Digital Asset Group. Vor seiner Karriere als Künstler arbeitete Go bei Ernst and Young, Techstars, und HSBC.
Er ist der Gründer des UC Berkeley Club of the Philippines und ist im Vorstand tätig.

## Anerkennungen
Sean Gos Arbeit wurde in Modemagazinen wie Harper's Bazaar, Wonderland, und Esquire veröffentlicht. Die Werke von Sean Go wurden von Geschäftsleuten gesammelt, darunter Sam Zell, Chris Klaus, und die Lucio Tan Familie.
Die Werke von Go werden auch von Prominenten wie Jo Koy und Daniel Dae Kim (???).